# Камберленд (округ, Пенсильвания)
Округ Камберленд (англ. Cumberland County) располагается в США, штате Пенсильвания. Был основан 27 января 1750 года. По состоянию на 2010 год, численность населения составляла 235 406 человек.

## География
По данным Бюро переписи США, общая площадь округа равняется 1427 км², из которых 1424 км² суша и 3 км² или 0,18 % это водоёмы.

## Население
По данным переписи населения 2000 года в округе проживает 213 674 жителей в составе 83 015 домашних хозяйств и 56 118 семей. Плотность населения составляет 150,00 человек на км2. На территории округа насчитывается 86 951 жилых строений, при плотности застройки около 61-го строения на км2. Расовый состав населения: белые — 94,40 %, афроамериканцы — 2,36 %, коренные американцы (индейцы) — 0,13 %, азиаты — 1,67 %, гавайцы — 0,04 %, представители других рас — 0,43 %, представители двух или более рас — 0,97 %. Испаноязычные составляли 1,35 % населения независимо от расы.
В составе 29,50 % из общего числа домашних хозяйств проживают дети в возрасте до 18 лет, 56,50 % домашних хозяйств представляют собой супружеские пары проживающие вместе, 8,00 % домашних хозяйств представляют собой одиноких женщин без супруга, 32,40 % домашних хозяйств не имеют отношения к семьям, 26,70 % домашних хозяйств состоят из одного человека, 10,30 % домашних хозяйств состоят из престарелых (65 лет и старше), проживающих в одиночестве. Средний размер домашнего хозяйства составляет 2,41 человека, и средний размер семьи 2,92 человека.
Возрастной состав округа: 22,00 % моложе 18 лет, 10,60 % от 18 до 24, 28,50 % от 25 до 44, 24,10 % от 45 до 64 и 24,10 % от 65 и старше. Средний возраст жителя округа 38 лет. На каждые 100 женщин приходится 95,20 мужчин. На каждые 100 женщин старше 18 лет приходится 92,70 мужчин.
Доход на душу населения составлял 31 627 USD.